# Centro Poliesportivo Nelson Cancian
Centro Poliesportivo Nelson Cancian é um centro poliesportivo localizado na cidade de Hortolândia, interior de São Paulo. No centro, a população usufrui de quadra profissional de bocha e malha, campo de futebol, piscina olímpica, quadra poliesportiva, campo society, lanchonete e vestiários. No centro está localizado o Estádio Municipal José Francisco Breda, onde o time da cidade, o SEV Hortolândia, manda seus jogos oficiais.
As obras de construção do Centro Poliesportivo Nelson Cancian iniciaram-se em 1995, no bairro Jardim Nova Hortolândia, na gestão do então prefeito da cidade Antonio Dias. Desde então, estavam paradas, sendo retomadas as obras em outubro de 2002. A obra custou R$ 800 mil, sendo R$ 500 mil arcados pelo Estado e o restante pela prefeitura.